# Горній Град (община)
Община Горній Град (словен. Občina Gornji Grad) — община Словенії. Адміністративний центр — місто Горній Град.

## Населення
У 2011 році в общині проживало 2658 осіб, 1285 чоловіків і 1373 жінок. Чисельність економічно активного населення (за місцем проживання), 976 осіб. Середня щомісячна чиста заробітна плата одного працівника (EUR), 814,05 (в середньому по Словенії 987.39). Приблизно кожен другий житель у громаді має автомобіль (48 автомобілі на 100 жителів). Середній вік жителів склав 44,2 роки (в середньому по Словенії 41.8). 